# 土師器

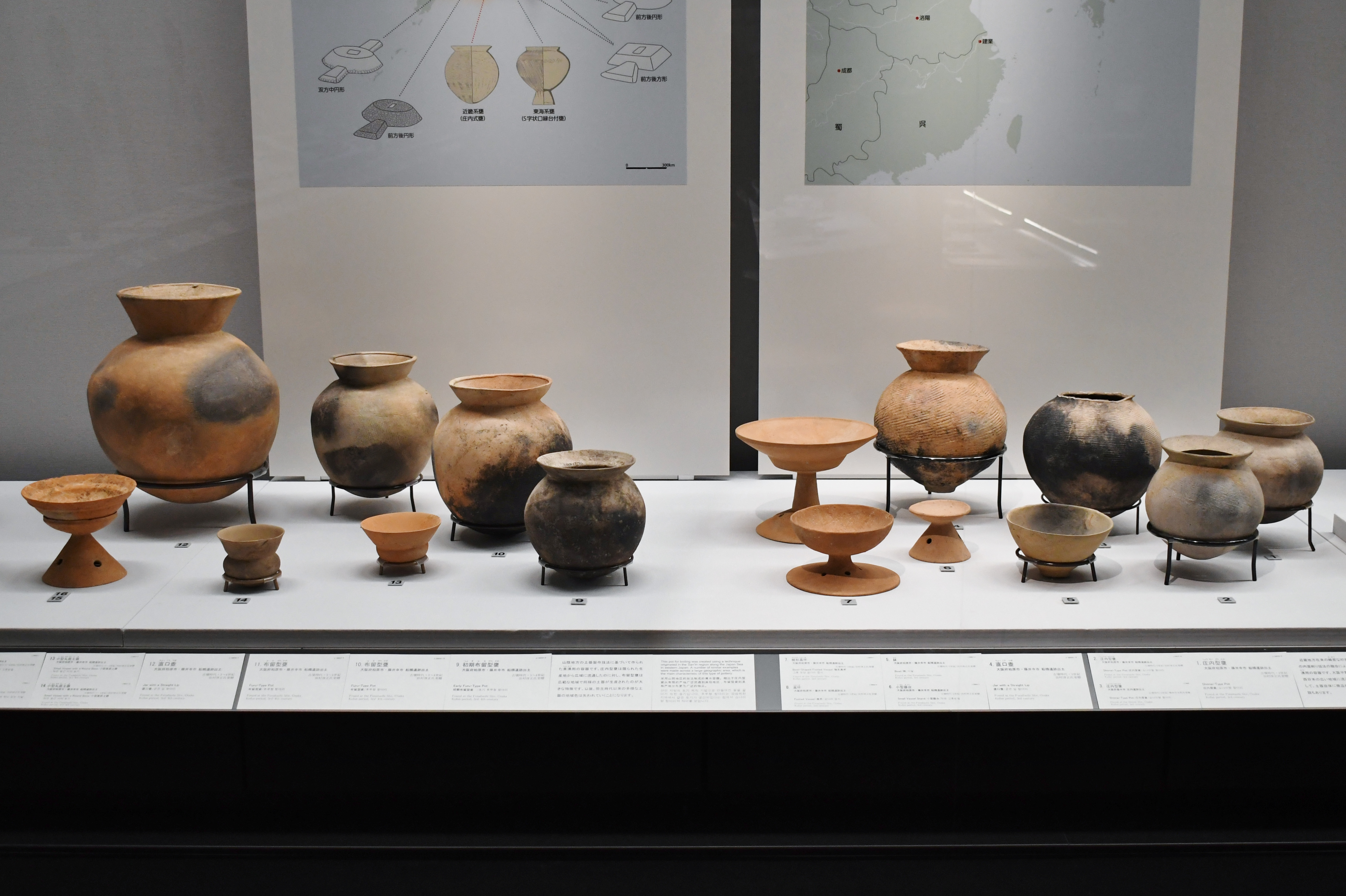
古式土師器左に布留式土器群、右に庄内式土器群。土器群船橋遺跡（大阪府藤井寺市）出土。東京国立博物館展示。

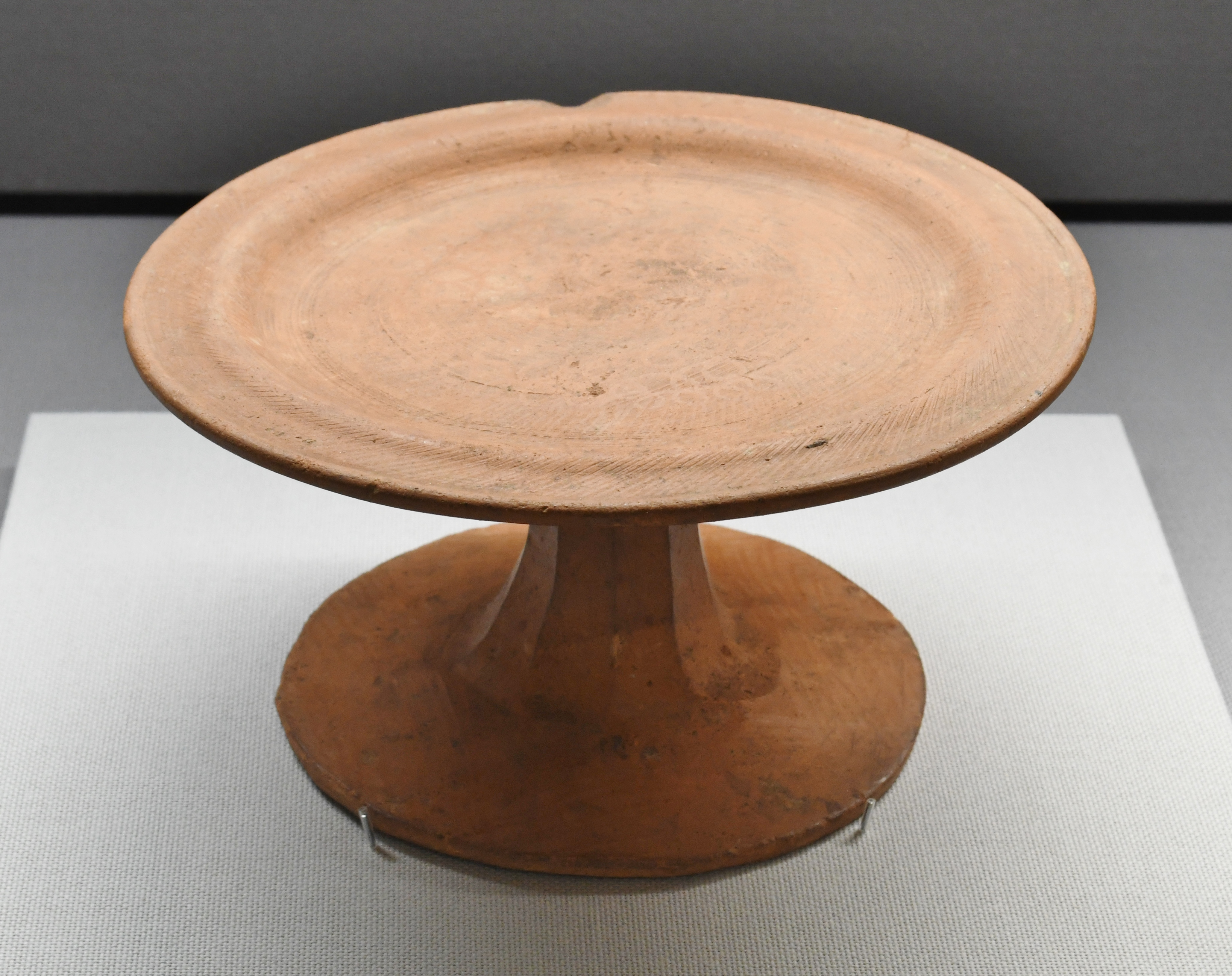
奈良県天理市柳本町 高坏
（国の重要文化財）東京国立博物館展示。

土師器（はじき）とは、弥生土器の流れを汲み、古墳時代から奈良・平安時代まで生産され、中世・近世のかわらけ（土師質土器）・焙烙（ほうろく）に取って代わられるまで生産された素焼きの土器である。
須恵器と同じ時代に並行して作られたが、実用品としてみた場合、一般的に土師器の方がより日常的で格下の存在とみなされていたと考えられてきた。しかし、『正倉院文書』中の土器の器種別の価格表を記録した文書によれば、須恵器と土師器のあいだの価格差はほとんどなく、蓋付のものはないものに比較しておよそ倍の価格がついていることが判明した。なお、埴輪も一種の土師器である。

## 概略
多く生産されたのは甕等の貯蔵用具だが、9世紀中頃までは坏や皿、高坏・椀などの供膳具もそれなりに生産されていた。炊飯のための道具としては甑がある。このような日常食器のほか、祭祀具・副葬品としても多く使われ、祭祀遺跡・古墳からも出土する。
野焼き、もしくは小さな焼成坑を地面に掘って焼成するので、密閉性はなく酸素の供給がされる酸化焔焼成によって焼き上げる。そのため、焼成温度は須恵器の場合より低い800 - 900度で焼成されることになり、橙色ないし赤褐色を呈し、須恵器にくらべ軟質である。古墳時代に入ってからは、弥生土器に代わって土師器が用いられるようになった。土師器の土器形式として庄内式や布留式（奈良県天理市布留遺跡から出土）と命名され、庄内式土器の方が古い段階の土師器とされた。この庄内式土器の段階では定型化した大型の円墳は未だ出現しておらず、庄内式土器は、古墳出現以前の土器である説が有力とされる。形式順序は弥生V期、庄内式、布留式という順になる。
須恵器とほぼ同時期に生産されていたものであるが、土師器の技法は弥生土器の延長線上にあり、どの形式から土師器かを土器自体から決定することは難しい。当初は古墳に伴うという時代的特徴が手がかりとなったが、現在では、全国的斉一性が重視されている。縄文土器、弥生土器は地域色が強かったのに対し、土師器では、厳密に言えば地方色もあるが、同じような意匠・技法による土器が本州から九州までの規模で分布する。これは、前代と一線を画すような文化交流の増大を意味し、その裏に政治的統一の進展を見る説が有力である。
土師器は元来、原則的にも伝統的にも文様をもたない土器のはずであるが、東北地方北部を中心とする地域の8世紀前後の土師器には口縁部に沈線文をもつものがしばしば出土する。
9世紀以降は土師器工人集団（土師部:はじべ）と須恵器工人集団（陶部:すえつくりべ）との交流が活発になり、轆轤土師器、土師質土器などと呼ばれる両者の中間様式の土器が多量につくられるようになった。
中世に入って登場するかわらけは、土師器本来の製法を汲む手づくね式の土器で、主として祭祀用として用いられた。現在でも一部で、厄除けや酒席の座興としてかわらけ投げがおこなわれることがある。なお伊勢神宮で神事に用いられる土器はすべて三重県多気郡明和町の神宮土器調整所で造られる土師器である。